# Cesare Segre
Cesare Segre (Verzuolo, Cuneo, Piamont, 4 d'abril de 1928 - Milà, 16 de març de 2014) fou un romanista, medievalista, hispanista i estudiós de la semiòtica italià.

## Vida i obra
De família sefardita, Segre va estudiar a la Universitat de Torí, on es va llicenciar el 1950, amb el seu oncle, Santorre Debenedetti, i Benvenuto Terracini i Gianfranco Contini. Va ser professor de 1954 a 1956 a la Universitat de Trieste i de 1956 fins a la jubilació a la Universitat de Pavia. Allà hi va fundar i dirigir el Centro di Ricerca dei Testi e Tradizioni testuali. Va ser membre de nombroses acadèmies, entre elles l'Accademia della Crusca (des del 1974 com a membre corresponent i des de 1988 com a membre numerari), de l'Accademia dei Lincei (1993), i membre corresponent estranger de la Reial Acadèmia de Bones Lletres de Barcelona (1974). Va ser nomenat doctor honoris causa per diverses universitats: Ginebra, Chicago, Universitat de les Illes Balears, Barcelona (2004), Santiago de Compostel·la (2010). Va ser el segon president de la societat International Association for Semiotic Studies fundada el 1969, i de 1985 fins a 1988 president d'honor de la Société Rencesvals. Era editor de les revistes Strumenti critici i Medioevo romanzo. El 1975 va rebre la Medaglia d'oro ai benemeriti della Scuola, della Cultura e dell'Arte italiana.
El 1992 va guanyar el premi Antonio Feltrinelli. Estava casat amb la romanista Maria Luisa Meneghetti (Venècia, 1950).

## Obres
- Lingua, stile e società. Studi sulla storia della prosa italiana, Milà, Feltrinelli, 1963, 3a ed., 1991.
- I segni e la critica, Torí, Einaudi, 1969.
  - (traducció a l'espanyol) Crítica bajo control, Barcelona, Planeta, 1970.
  - (traducció a l'anglès) Semiotics and literary criticism, Den Haag, Mouton, 1973.
  - (traducció al portuguès) Os signos e a crítica, São Paulo, Editora Perspectiva, 1974.
  - (traducció a l'espanyol) Semiótica, historia y cultura, Barcelona, Aries, 1981.
  - (traducció al romanès) Istorie - cultură - critică, Bucarest, Univers, 1986.
- La tradizione della "Chanson de Roland", Milà/Nàpols, R. Ricciardi, 1974.
- Le strutture e il tempo. Narrazione, poesia, modelli, Torí, Einaudi, 1974.
  - (traducció a l'espanyol) Las estructuras y el tiempo. Narración, poesía, modelos, Barcelona, Planeta, 1976.
  - (traducció a l'anglès) Structures and time. Narration, poetry, models, Chicago, University of Chicago Press, 1979.
- Semiotica filologica. Testo e modelli culturali, Torí, Einaudi, 1979.
  - (traducció a l'espanyol) Semiótica filológica. Texto y modelos culturales, Múrcia, 1990. [també està traduït al japonès 2008).
- Teatro e romanzo, Torí, Einaudi, 1984 (divereses reedicions).
- Avviamento all'analisi del testo letterario, Torí, Einaudi, 1985; 8a ed., 2008.
  - (traducció a l'espanyol) Principios de análisis del texto literario, Barcelona, Editorial Crítica, 1985.
  - (traducció a l'anglès) Introduction to the analysis of the literary text, Bloomington 1988.
  - (traducció al portuguès) Introdução à análise do texto literário, Lisboa, 1999.
- Fuori del mondo. I modelli nella follia e nelle immagini dell'aldilà, Torí, Einaudi, 1990.
- Intrecci di voci. La polifonia nella letteratura del Novecento, Torí, Einaudi, 1991.
- Due lezioni di ecdotica, Pisa, Scuola normale superiore, 1991.
- Notizie dalla crisi. Dove va la critica letteraria?, Torí, Einaudi, 1993.
- La pelle di san Bartolomeo. Discorso e tempo dell'arte, Torí, Einaudi, 2003.
- El buen amor del texto. Estudios españoles, Barcelona, Destino, 2004.
- Tempo di bilanci. La fine del Novecento, Torí, Einaudi, 2005.
- Pittura, linguaggio e tempo, Parma, Università, 2006.
- Dai metodi ai testi. Varianti, personaggi, narrazioni, Torí, Aragno, 2008.
- Dieci prove di fantasia, Torí, Einaudi, 2010.
- Critica e critici, Torí, Einaudi, 2012.
- Opera critica, ed. per Alberto Conte i Andrea Mirabile, Milà, Mondadori, 2014 (pròleg de Gian Luigi Beccaria). Recull de textos de Segre

### Edició de textos
- Li bestiaires d'Amours di Maistre Richart de Fornival e Li response du bestiaire, Milà, Ricciardi, 1957.
- (amb Santorre Debenedetti) Ludovico Ariosto, Orlando furioso, Bolònia, Commissione per i testi di lingua, 1960.
- Bono Giamboni, Il libro de' Vizî e delle Virtudi, Torí, Einaudi, 1968.
- (amb Maria Corti) I metodi attuali della critica in Italia, Torí, ERI, 1970.
- La chanson de Roland, Milà, Ricciardi, 1971.
  - La chanson de Roland, Ginebra, Droz, 1989.
- Ludovico Ariosto, Satire, Torí, Einaudi, 1987.